# Alstonia marquisensis
Espèce
Classification phylogénétique
Statut de conservation UICN

 LC  : Préoccupation mineure
Alstonia marquisensis est une espèce de plantes à fleurs de la famille des Apocynaceae. Elle est endémique de la Polynésie française.

## Sources
- Florence, J. (1998). Alstonia marquisensis. 2006 Liste Rouge de l'UICN des Espèces Menacées. Téléchargé le 20 août 2007.